# Saint-Martin-Osmonville
Saint-Martin-Osmonville település Franciaországban, Seine-Maritime megyében. Lakosainak száma 1171 fő (2022. január 1.). Saint-Martin-Osmonville Bosc-Bérenger, Bosc-Mesnil, Critot, Montérolier, Neufbosc, Rocquemont és Saint-Saëns községekkel határos.

## Népesség
A település népessége az elmúlt években az alábbi módon változott:
| Lakosok száma | 1164 | 1157 | 1175 | 1171 | 1178 | 1186 | 1183 | 1179 | 1171 |
|               | 2013 | 2015 | 2016 | 2017 | 2018 | 2019 | 2020 | 2021 | 2022 |